# Haeckeliania
Haeckeliania is een geslacht van vliesvleugeligen uit de familie Trichogrammatidae. De wetenschappelijke naam van dit geslacht is voor het eerst geldig gepubliceerd in 1912 door Alexandre Arsène Girault.

## Soorten
Het geslacht Haeckeliania omvat de volgende soorten:
- Haeckeliania atra Girault, 1938
- Haeckeliania domestica Girault, 1920
- Haeckeliania haeckeli Girault, 1912
- Haeckeliania longicilia Lou & Cao, 1997
- Haeckeliania longituba Lin, 1994
- Haeckeliania magna Girault, 1938
- Haeckeliania magniclavata Yousuf & Shafee, 1984
- Haeckeliania minuta Viggiani, 1992
- Haeckeliania nigra Lin, 1994
- Haeckeliania orissaina Hayat, 2009
- Haeckeliania sperata Pinto, 2005